# Stéphanie Fotso Mogoung
Stéphanie Fotso Mogoung (née le 25 septembre 1987 à Limbé) est une joueuse camerounaise de volley-ball féminin. Elle est membre de l'équipe du Cameroun de volley-ball féminin et a joué pour le VBC Chamalières en 2014.

## Biographie
D'origine bamiléké, elle est née à Limbé dans la région anglophone du Sud-Ouest du Cameroun

## Carrière
Elle fait partie de l'équipe nationale du Cameroun au Championnat du monde de volley-ball féminin 2014 en Italie et aux Jeux olympiques de 2016 à Rio de Janeiro,. Elle remporte la médaille d'or lors du Championnat d'Afrique de volley-ball féminin 2017.
Elle participe ensuite avec son équipe au Championnat du monde féminin de volley-ball 2018,.
Elle remporte la médaille d'argent des Jeux africains de 2019 puis l'or au Championnat d'Afrique féminin de volley-ball 2019 et au Championnat d'Afrique féminin de volley-ball 2021.

## Parcours en clubs
- VBC Chamalières (2012-2014)
- VC Harnes[9] (2017-18)

## Palmarès
- Médaille d'or au Championnat d'Afrique 2017, 2019 et 2021
- Médaille d'argent des Jeux africains de 2019.
- Record de blocks en un match aux JO 2016[10]